# Antal Kiss
Antal Kiss (Gyöngyös, 30 de diciembre de 1935-Tatabánya, 8 de abril de 2021) fue un atleta húngaro especialista en marcha atlética.

## Carrera deportiva
Kiss subió al podio en dos ocasiones en la Copa del Mundo de Marcha Atlética, en ambas ocasiones en Italia. En 1963, en la ciudad de Varese, consiguió el bronce y en 1965, en Pescara se hizo con la plata.
En 1964 Kiss participó por primera vez en unos Juegos Olímpicos. Lo hizo en los Juegos Olímpicos de Tokio sobre la distancia de 20 kilómetros. Finalizó en el puesto 21. Su segunda cita olímpica fue en los Juegos Olímpicos de México de 1968, donde participó tanto en los 20 como en los 50 kilómetros marcha. En los 20 km terminó en el puesto 14 y en los 50 km consiguió la plata al terminar en segunda posición. En 1972 acudió a los Juegos Olímpicos de Múnich donde, en los 50 kilómetros marcha, terminó en el puesto 26.
Sus mejores registros son en 20 km, 1h:26:57 (1971) y en 50 km 4h:07:58 (1971).
Se desempeñó como entrenador hasta 2009.
En 2013 la ciudad de Tatabánya le otorgó el reconocimiento de ciudadano honorario de la ciudad.
Falleció el 8 de abril de 2021 a los ochenta y cinco años.